# Chelu (sockenhuvudort i Kina, Heilongjiang Sheng, lat 49,44, long 128,79)
Chelu (kinesiska: 车陆, 车陆乡) är en sockenhuvudort i Kina. Den ligger i provinsen Heilongjiang, i den nordöstra delen av landet, omkring 440 kilometer norr om provinshuvudstaden Harbin. Antalet invånare är 7 434. Befolkningen består av 3 762 kvinnor och 3 672 män. Barn under 15 år utgör 14,0 %, vuxna 15-64 år 78 %, och äldre över 65 år 6,0 %.
Runt Chelu är det mycket glesbefolkat, med 6 invånare per kvadratkilometer. Chelu är det största samhället i trakten. Omgivningarna runt Chelu är en mosaik av jordbruksmark och naturlig växtlighet.
Genomsnittlig årsnederbörd är 832 millimeter. Den regnigaste månaden är juli, med i genomsnitt 203 mm nederbörd, och den torraste är januari, med 12 mm nederbörd.